# 檔案學習
檔案評量（portfolio assessment）或稱為卷宗評量，是替代評量（alternative assessment）的一種，透過建立一連串的檔案，將所學記錄下來，分析學習歷程的收獲與不足,繼續調整充實所學的一種學習。
1. ↑  . 教育百科.   [2019-10-18].